# Kościół Podwyższenia Krzyża Świętego w Dąbrówce (powiat wołomiński)
Kościół Podwyższenia Krzyża Świętego – rzymskokatolicki kościół parafialny należący do parafii pod tym samym wezwaniem (dekanat radzymiński diecezji warszawsko-praskiej.
Obecna murowana świątynia zaprojektowana przez architekta Zygmunta Twarowskiego w 1875 roku, została wzniesiona dzięki staraniom księdza Bartłomieja Pawalskiego w latach 1881–1883 ze składek parafian. konsekrowana została przez arcybiskupa Wincentego Chościaka-Popiela w dniu 22 sierpnia 1903 roku. W sierpniu 1944 roku w czasie działań wojennych budowla została częściowo zniszczona. W latach 1945–1955 została odremontowana przez księdza Józefa Tomaszczyka. Budowa wieży została zakończona w latach 1968–1972 podczas urzędowania księdza Franciszka Góździa. Są na niej powieszone dwa dzwony: „Święty Jan” (o masie 800 kg) i „Święty Antoni” (o masie 350 kg), poświęcone zostały przez biskupa Wacława Majewskiego w dniu 14 października 1956 roku.